# Prueba de ácido nucleico
Una prueba de ácido nucleico es una técnica que se utiliza para detectar una secuencia de ácido nucleico, especialmente para detectar e identificar una especie o subespecie de organismo, como un virus o una bacteria que actúa como patógeno en sangre, tejido, orina, etc. Las pruebas de ácido nucleico se diferencian de otras pruebas en que detectan materiales genéticos (ADN o ADN) en lugar de antígenos o anticuerpos.

La detección de material genético permite un diagnóstico temprano de una enfermedad porque la detección de antígenos o anticuerpos requiere tiempo para que comiencen a aparecer en el torrente sanguíneo. Dado que la cantidad de cierto material genético suele ser muy pequeña, muchas pruebas de ácido nucleico incluyen un paso que amplifica el material genético, es decir, hace muchas copias de él. Estas pruebas se denominan "pruebas de amplificación de ácido nucleico". Hay varias formas de amplificación, incluida la reacción en cadena de la polimerasa (PCR), el ensayo de desplazamiento de cadena (SDA) o el ensayo mediado por transcripción (TMA).
Prácticamente todos los métodos de amplificación de ácidos nucleicos y tecnologías de detección utilizan la especificidad del emparejamiento de bases Watson-Crick; Sonda monocatenaria o moléculas cebadoras que capturan moléculas diana de ADN o ARN de cadenas complementarias. Por tanto, el diseño de las hebras de la sonda es muy importante para aumentar la sensibilidad y la especificidad de la detección. Sin embargo, los mutantes que forman la base genética de una variedad de enfermedades humanas suelen ser ligeramente diferentes de los ácidos nucleicos normales. A menudo, solo son diferentes en una sola base, por ejemplo, inserciones, eliminaciones y polimorfismo de un solo nucleótido (SNP). En este caso, puede ocurrir fácilmente una unión imperfecta a la sonda diana, dando resultados falsos como positivos al confundir una cepa que es comensal por una que es patógena. Se ha dedicado mucha investigación a lograr la especificidad de base única.

## Avances
Las hebras de ácido nucleico (ADN y ARN) con las secuencias correspondientes se unen en cadenas de pares, cerrándose como velcro en una secadora de ropa. Pero cada nodo de la cadena no es muy pegajoso, por lo que la cadena de doble hebra continuamente se abre parcialmente y se vuelve a cerrar bajo la influencia de las vibraciones ambientales (lo que se conoce como ruido térmico o movimiento browniano). Los emparejamientos más largos son más estables. Las pruebas de ácido nucleico utilizan una "sonda" que es una hebra larga con una hebra corta pegada a ella. La cadena larga del cebador tiene una secuencia correspondiente (complementaria) a una cadena "diana" del organismo de la enfermedad que se detecta. La hebra de la enfermedad se adhiere firmemente a la parte expuesta de la hebra larga del cebador (llamada "apoyo") y luego, poco a poco, desplaza la hebra corta "protectora" de la sonda. Al final, la hebra protectora corta no se une a nada y el cebador corto no unido es detectable. El resto de esta sección ofrece un historial de la investigación necesaria para ajustar este proceso y convertirlo en una prueba útil.
En 2012, el grupo de investigación de Yin publicó un artículo sobre la optimización de la especificidad de la hibridación de ácidos nucleicos. Introdujeron una 'sonda de intercambio del dedo del pie (PC)' que consiste en una hebra C del complemento prehibrido y una hebra protectora P. La hebra del complemento es más larga que la hebra protectora y tiene una cola suelta en el extremo, un dedo del pie. El complemento es perfectamente complementario con la secuencia objetivo. Cuando el objetivo correcto (X) reacciona con la sonda de intercambio del pie (PC), se libera P y se forma el producto XC híbrido. La energía libre estándar (∆) de la reacción es cercana a cero. Por otro lado, si la sonda de intercambio del pie (PC) reacciona con el objetivo espurio (S), la reacción avanza, pero la energía libre estándar aumenta para ser menos favorable termodinámicamente. La diferencia estándar de energía libre (∆∆) es lo suficientemente significativa como para dar una discriminación obvia en el rendimiento. El factor de discriminación Q se calcula como, el rendimiento de la hibridación diana correcta dividido por el rendimiento de la hibridación diana falsa. A través de los experimentos en diferentes sondas de intercambio de punteras con 5 objetivos correctos y 55 objetivos espurios con cambios de base única energéticamente representativos (reemplazos, deleciones e inserciones), el grupo de Yin concluyó que los factores de discriminación de estas sondas estaban entre 3 y 100 + con la mediana 26. Las sondas funcionan robustamente de 10 °C a 37 °C, de 1 mM a 47 mM, y con concentraciones de ácido nucleico de 1 nM a 5 M. También descubrieron que las sondas de intercambio de puntos funcionan de manera robusta incluso en la detección de ARN.
A partir de entonces, se han estudiado más investigaciones. En 2013, el grupo de Seelig publicó un artículo sobre sondas moleculares fluorescentes que también utiliza la reacción de intercambio del pie. Esto permitió la detección óptica del objetivo correcto y del objetivo SNP. También tuvieron éxito en la detección de SNP en muestras derivadas de Escherichia coli.
En 2015, el grupo de David logró una selectividad extremadamente alta (más de 1000) de variantes de un solo nucleótido (SNV) al introducir el sistema llamado 'composiciones competitivas'. En este sistema, construyeron un modelo de reacción cinética de los procesos de hibridación subyacentes para predecir los valores óptimos de los parámetros, que varían según las secuencias de SNV y wildtype (WT), en la arquitectura de diseño de la sonda y el sumidero, y en el reactivo. concentraciones y condiciones de ensayo. Su modelo tuvo éxito en una selectividad mediana de 890 campos para 44 SNV de ADN relacionados con el cáncer, con un mínimo de 200, lo que representa una mejora de al menos 30 veces con respecto a los ensayos anteriores basados en hibridación. Además, aplicaron esta tecnología para analizar secuencias de baja VAF de ADN genómico humano después de la PCR, así como directamente a secuencias de ARN sintético.
Basándose en la experiencia, desarrollaron un nuevo método de PCR llamado amplificación por desplazamiento de bloqueadores (BDA). Es una PCR resistente a la temperatura que amplifica selectivamente todas las variantes de secuencia dentro de una ventana de aproximadamente 20 nt por 1000 veces sobre las secuencias de tipo salvaje, lo que permite una fácil detección y cuantificación de cientos de variantes de potenciales originalmente a una frecuencia de alelos ≤ 0,1%. BDA logra un rendimiento de enriquecimiento similar en temperaturas de recocido que oscilan entre 56 °C y 64 °C. Esta robustez de la temperatura facilita el enriquecimiento multiplexado de muchas variantes diferentes en el genoma y, además, permite el uso de instrumentos de termociclado portátiles y económicos para la detección de variantes raras de ADN. La BDA se ha validado incluso en tipos de muestras, incluidas muestras clínicas de ADN sin células extraídas del plasma sanguíneo de pacientes con cáncer de pulmón.

## Aplicaciones
Algunas aplicaciones son:
- Diagnóstico de infecciones gonocócicas y otras infecciones por Neisseria: amplificación de secuencias de ADN o ARN específicas de Neisseria gonorrhea para su detección.
- Diagnóstico de infecciones urogenitales por Chlamydia trachomatis.
- Detección de Mycobacterium tuberculosis.
- Detección de ARN o ADN del VIH.
- Detección de coronavirus zoonóticos.